# Голијад (Тексас)
Голијад (енгл. Goliad) град је у америчкој савезној држави Тексас. Налази се у округу Голијад, чије је седиште. По попису становништва из 2010. у њему је живело 1.908 становника.

## Демографија
Према попису становништва из 2010. у граду је живело 1.908 становника, што је 67 (3,4%) становника мање него 2000. године.
| Група             | 2000.       | 2010.         |
| Белци             | 861 (43,6%) | 756 (39,6%)   |
| Афроамериканци    | 120 (6,1%)  | 148 (7,8%)    |
| Азијати           | 12 (0,6%)   | 10 (0,5%)     |
| Хиспаноамериканци | 982 (49,7%) | 1.001 (52,5%) |
| Укупно            | 1.975       | 1.908         |